# Thaumasia benoisti
Thaumasia benoisti là một loài nhện trong họ Pisauridae.
Loài này thuộc chi Thaumasia. Thaumasia benoisti được Lodovico di Caporiacco miêu tả năm 1954.